# Rikki Don't Lose That Number
Rikki Don't Lose That Number è un singolo del gruppo musicale statunitense Steely Dan, pubblicato nel 1974 ed estratto dal loro terzo album in studio Pretzel Logic.

## Tracce
- 7"

1. Rikki Don't Lose That Number
2. Any Major Dude Will Tell You

## Formazione
- Donald Fagen – voce, cori
- Jeff Baxter – chitarra elettrica
- Dean Parks – chitarra acustica
- Michael Omartian – piano
- Walter Becker – basso, cori
- Jim Gordon – batteria
- Victor Feldman – percussioni, marimba
- Tim Schmit – cori

## Classifiche
| Classifica (1974) | Posizione raggiunta |
| ----------------- | ------------------- |
| Stati Uniti       | 4                   |